# 罗饶·诺贝特
罗饶·诺贝特（匈牙利語：Rózsa Norbert，1972年2月9日—），生于棟博堡，匈牙利男子游泳运动员，擅长蛙泳，曾获得1996年夏季奥运会男子200米蛙泳金牌。 

## 生平
2007年5月，他在一次自杀未遂后住院。